# Macaranga racemohispida
Macaranga racemohispida är en törelväxtart som beskrevs av Timothy Charles Whitmore. Macaranga racemohispida ingår i släktet Macaranga och familjen törelväxter. Inga underarter finns listade i Catalogue of Life.